# سباق الدراجات الهوائية للسيدات 2020
سباق الدراجات الهوائية للسيدات 2020 أقام الاتحاد السعودي للرياضة للجميع سباق الدراجات الهوائية للسيدات، الذي تم تنظيمه للمرة الأولى في المملكة، بالتعاون مع الاتحاد السعودي للدراجات، حيث شارك في السباق، الذي تم إطلاقه في كل من جدة والرياض والخبر، أكثر من 1000 سيدة تنافسن على المراكز الثلاثة الأولى.

## مراحل السباق
تم تقسيم السباق إلى ثلاث مراحل:
- المرحلة الأولى في مدينة الرياض بجامعة الأميرة نورة .
- المرحلة الثانية في مدينة جدة في استاد الجوهرة.
- المرحلة الثالثة في مدينة الخبر في كورنيش الخبر.

## النتائج
تم تتويج 3 فائزات في كل مرحلة 
| المرحلة         | المركز الأول   | المركز الثاني  | المركز الثالث |
| --------------- | -------------- | -------------- | ------------- |
| المرحلة الأولى  | نادية سكوكدي   | فلوريا مارتياس | أحلام الزايد  |
| المرحلة الثانية | فلوريا مارتياس | أروى العمودي   | سمر رهبيني    |
| المرحلة الثالثة | نادية سكوكدي   | فلوريا مارتياس | نسيمة صيديقي  |